# سكايلر ستون
سكايلر ستون (بالإنجليزية: Skyler Stone)‏ هو ممثل أمريكي، ولد في 15 يونيو 1979 بسانت لويس في الولايات المتحدة.

## وصلات خارجية
- سكايلر ستون على موقع IMDb (الإنجليزية)
- سكايلر ستون على موقع قاعدة بيانات الفيلم (الإنجليزية)